# Samtgemeinde Isenbüttel
Samtgemeinde Isenbüttel is een Samtgemeinde in het Landkreis Gifhorn, in de Duitse deelstaat Nedersaksen De Samtgemeinde heeft een oppervlakte van 77,38 km² en een inwoneraantal van 15.502 (31 mei 2005).

## Structuur van de Samtgemeinde Isenbüttel
De Samtgemeinde Isenbüttel bestaat uit de volgende gemeenten en dorpen:
| Structuur van de Samtgemeinde | Structuur van de Samtgemeinde | Structuur van de Samtgemeinde | Structuur van de Samtgemeinde | Structuur van de Samtgemeinde                                                       |
| ----------------------------- | ----------------------------- | ----------------------------- | ----------------------------- | ----------------------------------------------------------------------------------- |
| Gemeente                      | Inwoners (31-12-2003)         | Oppervlakte in km²            | Bevolkingsdichtheid inw./km²  | Dorpen                                                                              |
| Calberlah                     | 5 221                         | 27,64                         | 189                           | Allenbüttel, Allerbüttel, Brunsbüttel, Calberlah, Edesbüttel, Jelpke, Wettmershagen |
| Isenbüttel                    | 6 212                         | 18,65                         | 333                           | Bornsiek, Isenbüttel, Tankumsee                                                     |
| Ribbesbüttel                  | 2 138                         | 24,51                         | 187                           | Ausbüttel, Ribbesbüttel, Vollbüttel                                                 |
| Wasbüttel                     | 1 962                         | 24,51                         | 80                            | Wasbüttel                                                                           |

1. ↑  (de)  Landesamt für Statistik Niedersachsen, LSN-Online Regionaldatenbank, Tabelle A100001G: Fortschreibung des Bevölkerungsstandes, Stand 31. Dezember 2020